# Brindisi Sport 1989-1990
Questa voce raccoglie le informazioni riguardanti il Brindisi Sport nelle competizioni ufficiali della stagione 1989-1990.

## Rosa
| N. |                   | Ruolo | Calciatore              |
| -- | ----------------- | ----- | ----------------------- |
|    | Italia (bandiera) |       | Bianchino               |
|    | Italia (bandiera) |       | Brigante                |
|    | Italia (bandiera) | C     | Fabio Bucciarelli       |
|    | Italia (bandiera) |       | Capozziello             |
|    | Italia (bandiera) | D     | Luigi Ciarlantini       |
|    | Italia (bandiera) | D     | Antonio Ciracì          |
|    | Italia (bandiera) |       | Convertino              |
|    | Italia (bandiera) | P     | Patrizio Franco Cotugno |
|    | Italia (bandiera) | A     | Nunzio Cuofano          |
|    | Italia (bandiera) | C     | Alessandro De Solda     |
|    | Italia (bandiera) | C     | Ciro Donnarumma         |
|    | Italia (bandiera) |       | Galluzzo                |
|    | Italia (bandiera) | C     | Mario Goretti           |
|    | Italia (bandiera) | C     | Giuseppe Greco          |
|    | Italia (bandiera) |       | Lafuenti                |
|    | Italia (bandiera) | P     | Vincenzo Laveneziana    |
|    | Italia (bandiera) |       | Lanzilotti              |
|    | Italia (bandiera) |       | Longo                   |
|    | Italia (bandiera) |       | Loseto                  |
|    | Italia (bandiera) | D     | Sandro Luceri           |

| N. |                   | Ruolo | Calciatore           |
| -- | ----------------- | ----- | -------------------- |
|    | Italia (bandiera) | D     | Moreno Mancini       |
|    | Italia (bandiera) |       | Mercadante           |
|    | Italia (bandiera) |       | Migna                |
|    | Italia (bandiera) | C     | Francesco Mileti     |
|    | Italia (bandiera) | D     | Aldo Montinaro       |
|    | Italia (bandiera) | C     | Luciano Orati        |
|    | Italia (bandiera) |       | Paiano               |
|    | Italia (bandiera) |       | Parisi               |
|    | Italia (bandiera) | D     | Alessandro Pasquali  |
|    | Italia (bandiera) | C     | Jonni Pivetta        |
|    | Italia (bandiera) | A     | Marcello Prima       |
|    | Italia (bandiera) | D     | Amelio Puce          |
|    | Italia (bandiera) |       | Quarta               |
|    | Italia (bandiera) |       | Rodia                |
|    | Italia (bandiera) |       | Salviato             |
|    | Italia (bandiera) | A     | Giovanni Spinelli    |
|    | Italia (bandiera) | C     | Vincenzo Tavarilli   |
|    | Italia (bandiera) | A     | Giuseppe Troise      |
|    | Italia (bandiera) | D     | Felice Angelo Tufano |
|    | Italia (bandiera) | A     | Guido Ugolotti       |

## Risultati

### Serie C1

#### Girone di andata
| 17 settembre 1989 1ª giornata | Brindisi | 2 – 1 | Campania Puteolana |  |

| 24 settembre 1989 2ª giornata | Ischia Isolaverde | 0 – 0 | Brindisi |  |

| 1º ottobre 1989 3ª giornata | Brindisi | 1 – 0 | Palermo |  |

| 8 ottobre 1989 4ª giornata | Fidelis Andria | 1 – 2 | Brindisi |  |

| 15 ottobre 1989 5ª giornata | Brindisi | 0 – 0 | Casertana |  |

| 22 ottobre 1989 6ª giornata | Siracusa | 1 – 1 | Brindisi |  |

| 29 ottobre 1989 7ª giornata | Brindisi | 0 – 0 | Perugia |  |

| 5 novembre 1989 8ª giornata | Casarano | 2 – 1 | Brindisi |  |

| 12 novembre 1989 9ª giornata | Brindisi | 0 – 0 | Torres |  |

| 19 novembre 1989 10ª giornata | Giarre | 1 – 0 | Brindisi |  |

| 26 novembre 1989 11ª giornata | Brindisi | 1 – 0 | Sambenedettese |  |

| 19 dicembre 1989 12ª giornata | Taranto | 1 – 1 | Brindisi |  |

| 10 dicembre 1989 13ª giornata | Brindisi | 3 – 1 | Monopoli |  |

| 17 dicembre 1989 14ª giornata | Francavilla | 1 – 1 | Brindisi |  |

| 30 dicembre 1989 15ª giornata | Brindisi | 1 – 0 | Ternana |  |

| 7 gennaio 1990 16ª giornata | Salernitana | 0 – 0 | Brindisi |  |

| 14 gennaio 1990 17ª giornata | Brindisi | 3 – 1 | Catania |  |

#### Girone di ritorno
| 28 gennaio 1990 18ª giornata | Campania Puteolana | 2 – 1 | Brindisi |  |

| 4 febbraio 1990 19ª giornata | Brindisi | 0 – 0 | Ischia Isolaverde |  |

| 11 febbraio 1990 20ª giornata | Palermo | 0 – 0 | Brindisi |  |

| 18 febbraio 1990 21ª giornata | Brindisi | 0 – 1 | Fidelis Andria |  |

| 4 marzo 1990 22ª giornata | Casertana | 3 – 0 | Brindisi |  |

| 11 marzo 1990 23ª giornata | Brindisi | 1 – 2 | Siracusa |  |

| 18 marzo 1990 24ª giornata | Perugia | 6 – 0 | Brindisi |  |

| 25 marzo 1990 25ª giornata | Brindisi | 1 – 3 | Casarano |  |

| 1º aprile 1990 26ª giornata | Torres | 5 – 0 | Brindisi |  |

| 8 aprile 1990 27ª giornata | Brindisi | 0 – 5 | Giarre |  |

| 14 aprile 1990 28ª giornata | Sambenedettese | 2 – 1 | Brindisi |  |

| 29 aprile 1990 29ª giornata | Brindisi | 1 – 3 | Taranto |  |

| 6 maggio 1990 30ª giornata | Monopoli | 2 – 1 | Brindisi |  |

| 13 maggio 1990 31ª giornata | Brindisi | 1 – 0 | Francavilla |  |

| 20 maggio 1990 32ª giornata | Ternana | 0 – 0 | Brindisi |  |

| 27 maggio 1990 33ª giornata | Brindisi | 0 – 1 | Salernitana |  |

| 3 giugno 1990 34ª giornata | Catania | 3 – 1 | Brindisi |  |